# Semiothisa perplexa
Semiothisa perplexa là một loài bướm đêm trong họ Geometridae.